# Franz von Sickingen

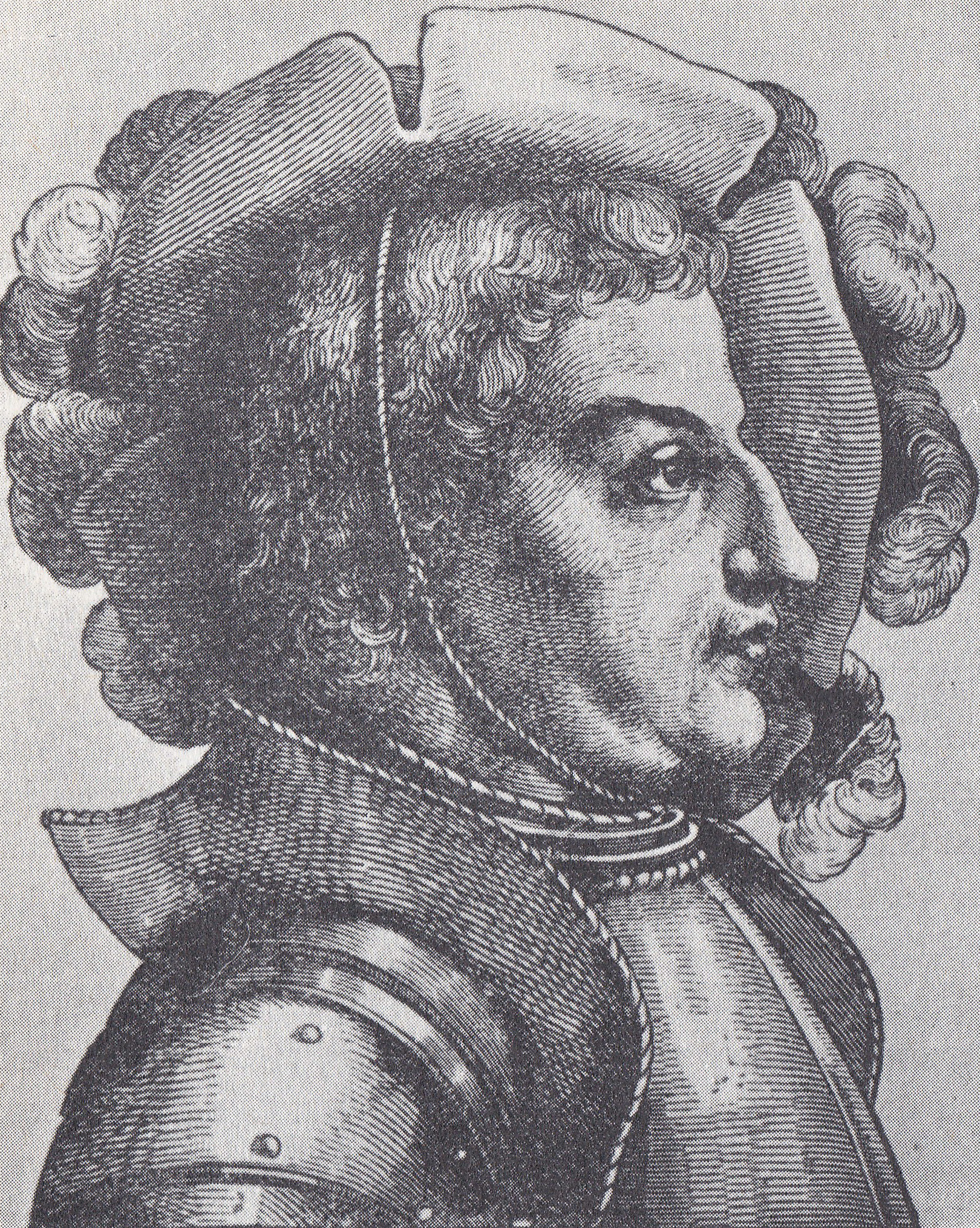
Franz von Sickingen.

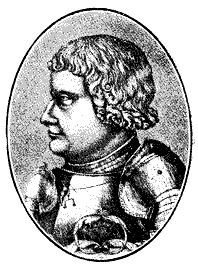
Franz von Sickingen.

Franz von Sickingen, tysk riksriddare, född 2 mars 1481 på Ebernburg vid Kreuznach, död 7 maj 1523. von Sickingen blev genom framgångsrika strider och genom fördelaktiga förbindelser med furstar och ståndsbröder den rikaste och mäktigaste bland de tyska riksriddarna, mycket tack vare omsorgen om de svagas och förtrycktas rätt.

## Anfallet på Worms
Redan 1508 kämpade han i kejsar Maximilian I:s här mot venezianerna men det var hans krig med staden Worms som han skapade sitt rykte. Till följd av partistrider i staden hade borgaren Balthasar Schlör blivit tvingad att lämna Worms. von Sickingen skyddade honom och 1513 påbörjade han striderna. Utan att ta hänsyn till en aktsförklaring där han hade förklarats som fredlös angrep han Worms med 7000 man 1514. Indirekt understödd av kejsaren kämpade von Sickingen 1516 mot hertigen av Lothringen men gick sedan in i fransk tjänst.
Kejsaren var bekymrad över von Sickingens hastigt växande makt och försökte vinna tillbaka honom genom att upphäva aktsförklaringen. Detta hindrade dock inte von Sickingen att samma år på nytt bryta riksfreden genom anfall på lantgreven Filip av Hessen och riksstaden Metz. 1519 stod han i Schwabiska förbundets tjänst och drev bort hertig Ulrich av Württemberg. Den ställning som han hade med sin starka och slagfärdiga armé och den fruktan som han förde med sig hade stor betydelse då han anslöt sig till det habsburgska partiet som vann kejsarvalet 1519.

## Kamp för politisk och religiös reformation
Samma år kom von Sickingen i personlig kontakt med Ulrich von Hutten och hade ett starkt inflytande på von Huttens idéer om en politisk och religiös omdaning av Tyska riket under kejsarens ledning. Idéerna stod i samklang med von Sickingens ståndsintressen som krävde större inflytande åt det tillbakasatta riksridderskapet på furstarnas bekostnad och med de nationella strömningar som han själv drabbades av.
En personlig övertygelse knöt honom dessutom vid reformationen vars förföljda anhängare hade fått fristäder på hans borgar. Han räknade med att den stora reformen skulle ge honom mer makt. Till skillnad från von Hutten så hoppades dock von Sickingen på en fredlig uppgörelse med kejsaren och att han därigenom kunde förverkliga de mål som han eftersträvade. Dessutom försvårade hans personliga förbindelser med kejsaren en brytning med honom och kejsaren lyckades 1521 åter få von Sickingen att delta i ett krigståg mot Frankrike.

## Anfallet på Trier
Krigståget var dock inte lyckosamt för von Sickingen och då han dessutom inte fick ersättning för de 15000 man som hade deltagit i kriget så sattes hans förtroende till kejsaren på hårt prov. I samråd med von Hutten beslöt han att ta till vapen. I Landauer Einung bildades 1522 ett riddarförbund där han valdes till hövitsman och med en värvad armé på 7000 man anföll han i augusti samma år kurfursten av Trier, Richard von Greiffenklau.
Han umgicks med planer på en reorganisation av Tyska riket med syftet att sekularisera de andliga furstendömena. von Hutten stödde planerna men den förväntade anslutningen från borgerskapet i Trier uteblev och dessutom tog Martin Luther avstånd. De tyska furstarna (framför allt Filip av Hessen och kurfursten av Pfalz) som såg sina livsverk hotade hjälpte von Greiffenklau. Riksregementet förklarade von Sickingen fredlös.

## Slutet
Lämnad ensam av sina vänner och meningsfränder belägrades han på sin borg vid Landstuhl. Sårad tvingades han att kapitulera och dog senare det året. Upproret hade misslyckats och det tyska riksriddarskapets politiska roll var därmed utspelad.